# Aderbissinat
Aderbissinat est une localité et une commune rurale du Niger, département de Aderbissinat, région d'Agadez.

## Géographie
La localité de Aderbissinat est située à 158 km au sud du chef-lieu régional Agadez.
| Tchirozérine, Agadez | Tabelot      | Fachi  |
| Ingall               | Aderbissinat | Tesker |
| Gadabédji            | Tarka        | Tenhya |

## Histoire
La commune rurale de Aderbissinat instaurée en 2002, le poste administratif en 1988.

## Population
Lors du recensement général de 2012, la population communale est relevée à 35 320 habitants, dont 4 672 habitants pour la localité chef-lieu communal.

## Localités
La commune s'étend sur 25 villages, 8 hameaux, 14 camps et 140 points d'eau, elle couvre la totalité du département de Aderbissinat.

## Services et infrastructures
- Centre de Santé Intégré (CSI) à Aderbissinat, Abalama, Marandet, Tagdofat et Tchintaborak[5].
- Collège d'enseignement général (CEG) à Aderbissinat.
- Collège d'enseignement technique (CET) à Aderbissinat.
- Centre de formation des métiers (CFM) à Aderbissinat.
- Centrale électrique thermique (Diesel) de 300 kVa à Aderbissanat.